# Lovro Dojmi di Delupis
Lovro Dojmi di Delupis (Vis, 1. ožujka 1899. - Milano, 18. svibnja 1965.), hrvatski liječnik, medicinski pisac i književnik.
Iz plemićke obitelji Dojmi di Delupis. Istaknuti liječnik preventivac s brojnim radovima, sjajan stilist i književnik. Bio je hrvatski orijentiran.

## Životopis
Rodio se u Visu u obitelji pomorskog časnika Luje i kućanice Antice rođ. Topić. Imao je dvojicu braće i sedmero sestara. Još je nekoliko članova obitelji nosilo ime Lovro, među njima i njegov stric Lorenzo Dojmi di Delupis (1845. – 1927.), također poznati liječnik, dijagnostičar i humanist, koji se od sinovca razlikovao što je bio umjereni autonomaš. U Visu je Lovro pohađao osnovnu, u Travniku klasičnu gimnaziju, a ratnih godina po jedno polugodište u Kotoru i Splitu. U Napulju poslije rata počeo studirati medicinu koju je nastavio studirati u Zagrebu gdje je diplomirao ("liječnik sveukupne medicine"). Zaposlio se u državnim bolnicama u Dubrovniku i Sarajevu. Školsku polikliniku vodio u Domu zdravlja u Tuzli. U Livnu pa u Mostaru (do 1941.) bio ravnatelj domova zdravlja; u Mostaru bio šef bakteriološkoga odjela. U deset godina djelovanja u Mostaru kulminirala je Lovrina aktivnost na promicanju higijene i socijalne medicine. Vodio se Štamparovom maksimom da liječnik mora aktivno ići među stanovništvo a ne čekati da mu pacijent dođe. Bio vrstan pedagog i psiholog te je prosvjetna predavanja stanovništvu učinio pristupačnim i zanimljivim jednostavnim jezikom, duhovitim dosjetkama, kratkošću i sadržajnošću, te razgovorom sa seljacima koje je poticao na prijedloge za poboljšanje sanitarnih uvjeta. Za širiti higijenske navike služio se ondašnjim najsuvremenijim tehničkim pomagalima. Proučavao avitaminoze. 1933. kao izaslanik Lige naroda bio na usavršavanju u četirima europskim državama. 1936. proučavao je u Italiji antituberkuloznu službu. U Stocu 1936. upravljao bolnicom. 1939. godine stekao je naslov specijalista za higijenu. Potom je obnašao dužnost sanitarnog inspektora. Talijanskom okupacijom hrvatskih krajeva 1941. bio je proskribiran i otpušten iz službe. Životni put odveo ga je u supruzin rodni grad, Milano. Ondje je bio dugogodišnji liječnik socijalnoga osiguranja. Zbog redovna obilaska i najzabitijih sela, najbolje je poznavao situaciju u Hercegovini.
Pristaša socijalno-medicinskih ideja Andrije Štampara. Kao vrsni preventivac, slijedio koncept zdravstvene zaštite kojoj je cilj bio socijalizacija medicine. Kao specijalist higijene, uspostavio je mrežu preventivnih ustanova po Hercegovini, a na terenu organizirao higijensko-tehničke radove i uvježbao kadrove. Djelovao je na asanaciji hercegovačkih sela, suzbijanju endemskoga sifilisa, malarije  i pjegavca. Radi suzbijanja malarije u ribnjaku mostarskoga Doma zdravlja uzgajao je ribice Gambusia affinis koje se hrane ličinkama komarca malaričara koji je prijenosnik zaraze. Ciljao je razmnoćiti te ribice po Hercegovini i tako ukloniti zarazu. Uspio je, jer je malariju koja je harala tim krajevima znatno smanjio smanjenjem broja komaraca. Snimio je dva prosvjetna filma Ikina sudbina i Endemski sifilis u kojima je sam glumio seljaka. Pisao je feljtone, crtice iz liječničke prakse, znanstveno-popularne članke koje je objavljivao u zemlji i inozemstvu, od stručnih časopisa, preko novina, sve do almanaha i narodnih čitanki. Pisao prozu (pripovijetke, crtice, eseje, putopise, kratke priče, romane, dnevnička proza) i poeziju, ponekad pod pseudonimom Loli Lujin. Služio se izvrsno talijanskim kao i materinskim hrvatskim jezikom. Književne radove objavio je u nekoliko časopisa. One na hrvatskom Vijencu, Jadranskoj vili, Jadranskoj pošti, Jadranskoj straži i dr., a one na talijanskome u časopisima iz Milana.

## Nagrade
- Nacionalna nagrada Gastaldi 1958. za kratki roman Io e le chiocciole (Ja i puževi), "dnevničku prozu o životu puževa"[1]